# Ćehaje
Ćehaje ist ein Dorf in der Gemeinde Srebrenik, Bosnien und Herzegowina.

## Bevölkerung
| Zusammensetzung der Bevölkerung in Ćehaje | Zusammensetzung der Bevölkerung in Ćehaje | Zusammensetzung der Bevölkerung in Ćehaje | Zusammensetzung der Bevölkerung in Ćehaje | Zusammensetzung der Bevölkerung in Ćehaje |               |
|                                           | 2013                                      | 1991                                      | 1981                                      | 1971                                      | 1961          |
| ----------------------------------------- | ----------------------------------------- | ----------------------------------------- | ----------------------------------------- | ----------------------------------------- | ------------- |
| Einwohner                                 | 414 (100,0 %)                             | 804 (100,0 %)                             | 725 (100,0 %)                             | 655 (100,0 %)                             | 720 (100,0 %) |
| Bosniaken                                 | –                                         | 762 (94,78 %)                             | 705 (97,24 %)                             | 639 (97,56 %)                             | 7 (0,972 %)   |
| Andere                                    | –                                         | 15 (1,866 %)                              | 2 (0,276 %)                               | 1 (0,153 %)                               | 3 (0,417 %)   |
| Jugoslawen                                | –                                         | 14 (1,741 %)                              | 7 (0,966 %)                               | 2 (0,305 %)                               | 694 (96,39 %) |
| Serben                                    | –                                         | 9 (1,119 %)                               | 10 (1,379 %)                              | 10 (1,527 %)                              | 16 (2,222 %)  |
| Kroaten                                   | –                                         | 4 (0,498 %)                               | –                                         | 3 (0,458 %)                               | –             |
| Mazedonier                                | –                                         | –                                         | 1 (0,138 %)                               | –                                         | –             |